# Kunowice
Kunowice [kunɔˈvit͡sɛ] (tiếng Đức: Kunersdorf) là một ngôi làng ở quận hành chính Gmina Słubice, nội thuộc Hạt Słubice, Tỉnh Lubusz, ở miền Tây Bộ Ba Lan, gần sông Oder và biên giới nước Đức. Nó nằm cách Słubice xấp xỉ 5 kilômét (3 mi) về phía Đông, cách Gorzów Wielkopolski khoảng 60 km (37 mi) về phía Tây Nam, và cách Zielona Góra chừng 75 km (47 mi) về phía Tây Bắc. Trước năm 1945, vùng đất này thuộc về nước Đức (xem thêm Thay đổi lãnh thổ Ba Lan sau Chiến tranh thế giới thứ hai). Vào năm 2008, ngôi làng có dân số bao gồm 700 người.
Kunersdorf được kể đến lần đầu tiên vào năm 1337 như một phần đất của miền Neumark (Terra trans Oderam) ở miền Đông Bộ xứ Brandenburg. Tuyển hầu tước Jobst xứ Luxembourg đã nhượng nó cho thành phố Frankfurt vào năm 1399. Sau đó Kunersdorf bị quân đội của quận công Jan II Khùng xứ Żagań tàn phá khi ông này tấn công tuyển hầu tước Brandenburg là Albrecht III vào năm 1477, và lại bị tàn phá bởi Quân đội Đế quốc La Mã Thần thánh và quân Thụy Điển trong cuộc Chiến tranh Ba Mươi Năm.
Trong cuộc Chiến tranh Bảy năm (1756-1763), Kunersdorf là nơi diễn ra trận đánh ác liệt ngày 12 tháng 8 năm 1759 giữa 5 vạn quân Phổ do vua Friedrich II chỉ huy với 9 vạn quân đồng minh Nga-Áo do nguyên soái Nga Pyotr S. Saltykov và đại tướng Áo Ernst Gideon von Laudon chỉ huy. Trận Kunersdorf là thắng lợi lớn nhất của quân đội liên minh chống Phổ, họ đã loại được khoảng 19 nghìn quân Phổ ra khỏi vòng chiến và buộc khiến bộ phận lớn khác của quân Phổ chạy tứ tán khỏi trận địa.

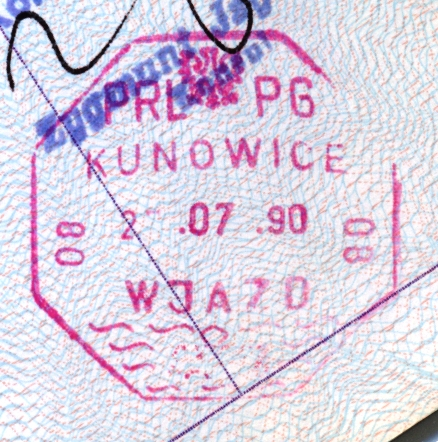
Giấy thông hành xưa, từ thời kỳ Cộng hòa Ba Lan.

Vào năm 1815, sau khi những cuộc chiến tranh xâm lược của Napoléon Bonaparte chấm dứt, Kunersdorf thuộc về Tỉnh Brandenburg mới được thiết lập của nước Phổ. Cùng với nước Phổ Kunersdorf trở thành một phần đất của Đế chế Đức vào năm 1871 nhờ có công cuộc Thống nhất nước Đức, và từ năm 1873 nó trở thành khu hành chính trong quận Weststernberg với trụ sở ở Drossen. Ngôi làng bị quân Liên Xô chiếm đóng trong Chiến dịch Wisla-Oder vào tháng 2 năm 1945. Qua việc thi hành đường biên cương Oder-Neisse theo Thỏa thuận Potsdam vào năm 1945, Kunowice trở thành một phần đất của Ba Lan.